# 野油菜索丝菌
野油菜索丝菌（學名：Brochothrix campestris）是李斯特菌科下屬的一個物种，屬於细菌科。

## 外部鏈接
- （英语）.[]